# Roberto Abbondanzieri
Roberto Carlos Abbondanzieri (mais conhecido com Pato Abbondanzieri) (Bouquet, 19 de agosto de 1972) é um ex-futebolista argentino, que atuava como goleiro. Fez sucesso no Boca Juniors, onde é ídolo até hoje. Atualmente é assistente técnico de Martin Palermo.

## Carreira

### Rosário Central
Começou a jogar nas categorias de base do Rosário Central, da Argentina. No dia 6 de dezembro de 1994, estreou como profissional na partida do seu Rosário Central contra o Ferro Carril Oeste, que terminou empatada em 1 a 1. Pelos Canallas, Pato conquistou a Copa Conmebol, em 1995, sendo reserva de Roberto Bonano.

### Boca Juniors
Em 1996 seu "passe" foi adquirido pelo Boca Juniors. Pelos Xeneizes, Abbondanzieri conquistou inúmeros títulos entre 1998 e 2006.
Em 1998, como reserva do goleiro colombiano Óscar Córdoba, conquistou o Torneo Apertura.
No ano seguinte (1999), conquistou o título do Torneo Clausura.
Em 2000, ainda como reserva do goleiro colombiano Óscar Córdoba, conquistou três títulos com o Boca Juniors: a Taça Libertadores da América (conquistada após decisão por pênaltis diante do Palmeiras, no Estádio do Morumbi; o Torneo Apertura; e a Copa Intercontinental, conquista obtida após vitória por 2 a 1 sobre o Real Madrid CF, ocorrida em Tóquio, no Japão.
Em 2001, ainda como reserva de Óscar Córdoba, Abbondanzieri conquistou novamente a Taça Libertadores da América, após decisão por pênaltis com o Cruz Azul, do México.
Em 2003, já como titular da camisa 1 do Boca Juniors, o goleiro conquistou pela terceira vez a Taça Libertadores da América, em final contra o Santos FC. Ainda em 2003, Abbondanzieri ajudou o Boca Juniors a conquistar o Torneo Apertura e a Copa Intercontinental, ao ter grande atuação na decisão por pênaltis contra o Milan, da Itália, após empate em 1 a 1 no tempo normal e na prorrogação. Nesse ano, Abbondanzieri foi eleito o melhor goleiro do ano da América do Sul.
Em 2004, foi vice-campeão da Taça Libertadores da América, perdendo na decisão por pênaltis para o Once Caldas, da Colômbia.
Foi o goleiro titular da Seleção Argentina que foi vice-campeã da Copa América, disputada no Peru, quando foi derrotada pela Seleção Brasileira nos pênaltis por 4 a 2.
No mesmo ano, conquistou pela primeira vez o título da Copa Sul-Americana, em final diante do Bolívar, da Bolívia.
Em 2005, conquistou mais dois títulos pelo Boca Juniors: o bicampeonato da Copa Sul-Americana, diante do Pumas UNAM, do México, e o Torneo Apertura. No mesmo ano, foi titular da camisa 1 da Seleção Argentina durante as Eliminatórias para a Copa do Mundo de 2006, inclusive no jogo contra a Seleção Brasileira.
Depois de conquistar o título do Torneo Clausura, no primeiro semestre de 2006, Abbondanzieri foi o goleiro titular da Seleção Argentina na Copa do Mundo de 2006.

### Getafe
Após a Copa do Mundo de 2006, Abbondanzieri foi jogar no Getafe, da Espanha. No final de 2008, passou a ter a titularidade questionada no clube espanhol. Teve desentendimentos com dirigentes do Getafe e, no início de 2009, retornou ao Boca Juniors.

### Volta ao Boca
A volta ao Boca Juniors, porém, não foi das mais felizes. Depois ser titular no Torneo Clausura de 2009, Abbondanzieri passou a ter seu lugar fortemente questionado pela imprensa argentina devido a uma série de falhas. No Torneo Apertura de 2009 chegou a perder a posição para o jovem Javier García. Com a efetivação de Abel Alves como técnico do time, Abbondanzieri perdeu a condição de titular do Boca Juniors.

### Internacional
Em fevereiro de 2010 acertou sua ida para o Internacional, para a disputa da Taça Libertadores da América Estreou pelo Internacional no dia 23 de Fevereiro de 2010, na partida contra o Emelec, válida pela primeira rodada da fase de grupos da Taça Libertadores da América de 2010.
No dia 11 de março de 2010, na segunda partida da primeira fase da Taça Libertadores da América, Abbondanzieri foi o nome do jogo ao garantir empate com o Deportivo Quito, na capital equatoriana, em 1 a 1. Na ocasião, fez defesas incríveis mesmo tendo passado quase todo o jogo com o tornozelo lesionado. Além disso, conseguiu convencer o árbitro colombiano José Buitrago a reverter um pênalti mal marcado contra o Internacional.
Com a demissão do técnico Jorge Fossati, Pato foi afastado do grupo, passando a treinar separadamente. Com a vinda do novo técnico, Celso Roth, o argentino foi titular no amistoso contra o Peñarol, do Uruguai, que terminou empatado em 0-0 e foi para os pênaltis, onde Abbondanzieri defendeu 3 pênaltis, sendo o herói do jogo e dando o Troféu Fronteria da Paz ao Internacional
O jogador foi titular em boa parte da competição.
No dia 18 de agosto de 2010, Pato fez história no futebol Sul-Americano e Mundial, ao conquistar pela quarta vez a Taça Libertadores da América, um dia antes de completar 38 anos

#### Último jogo
Pato se despediu do futebol profissional após a vitória do Internacional sobre o Seongnam por 4 a 2, na disputa de terceiro lugar da Mundial de Clubes 2010. Na ocasião, ele entrou na segunda metade do segundo tempo de jogo, substituindo Renan, sendo homenageado pelos companheiros de equipe e pela torcida presente.

## Títulos
Rosário Central
- Copa CONMEBOL: 1995

Boca Juniors
- Campeonato Argentino: Apertura 1998, Clausura 1999, Apertura 2000, Apertura 2003, Apertura 2005 e Clausura 2006
- Copa Libertadores da América: 2000, 2001 e 2003
- Copa Intercontinental: 2000 e 2003
- Copa Sul-Americana: 2004 e 2005
- Recopa Sul-Americana: 2005

Internacional
- Copa Libertadores da América: 2010